# ناتالی هورلر
ناتالی کریستین هورلر (به آلمانی: Natalie Christine Horler) (زادهٔ ۲۳ سپتامبر ۱۹۸۱ در بن) عضو مؤسس و خوانندهٔ آلمانی-انگلیسی گروه یورودنس کسکادا (به آلمانی: Cascada) و مجری تلویزیونی است.

## زندگی‌نامه
هورلر متولد ۲۳ سپتامبر ۱۹۸۱ در شهر بن آلمان فرزند دیوید هورلر یک موزیسین سبک جاز است. در نوجوانی به همراه پدرش اغلب به تمرین آواز می‌پرداخت. او همچنین علاقهٔ وافری نیز به رقص دارد. او هم‌اکنون در زادگاهش شهر بُن ساکن است.

## پیشهٔ خوانندگی
او خوانندگی را با آواز خواندن در بارها و کازینوها شروع کرد و سپس به کار با دی‌جیهای مختلف پرداخت. موفقیت بین‌المللی او با تک‌آهنگ «هربار همدیگر را لمس می‌کنیم» سال ۲۰۰۶ با کسکادا بوده‌است که در مقام ۱۰اُم جدول ۱۰۰ آهنگ داغ آمریکا قرار گرفت.

## آهنگ‌های برجسته
- "صحنه رقص را خالی کنید"
- "Dangerous"
- "Fever"
- "Everytime We Touch"
- "Miracle"
- "Bad Boy"
- "A Neverending Dream"
- "Truly, Madly, Deeply"
- "What Hurts the Most"
- "What Do You Want From Me?"
- "آخرین کریسمس"
- "Endless Summer"
- "Because The Night"
- "Faded"